# Vasculite orticarioide ipocomplementemica
La vasculite orticarioide ipocomplementemica, nota anche come venulite orticarioide e sindrome di McDuffie è una patologia caratterizzata clinicamente da lesioni orticarioidi ed istologicamente da vasculite leucocitoclastica.

## Storia
È stata descritta per la prima volta negli anni Settanta.

## Epidemiologia
Si tratta di una patologia rara che si verifica nell'1-20% dei pazienti affetti da orticaria cronica. La prevalenza è stimata a circa 1 caso ogni 4 000 abitanti con un picco attorno ai 30 anni per la forma normocomplementemica e attorno ai 40 anni per l'ipocomplementemica. È rara nei bambini. Il sesso femminile è maggiormente affetto rispetto a quello maschile.

## Eziopatogenesi
L'eziopatologia della vasculite orticarioide è ancora poco conosciuta. L'attivazione mastocitaria si verifica in fase precoce e determina il rilascio di citochine pro-infiammatorie come TNFα, IL-1 e IL-6. Le lesioni vasculitiche, che colpiscono prevalentemente le venule post-capillari nel derma superficiale, si pensa siano mediate da immunocomplessi circolanti formati da IgG e IgM che si depositano nella parete delle venule e nella giunzione dermo-epidermica.. Autoanticorpi circolanti IgG diretti contro il dominio simil-collagene di C1q determinano l'attivazione del sistema del complemento attraverso la via classica con deplezione delle sue proteine. In questa patologia si verifica anche un'attivazione endoteliale ad eziologia sconosciuta con infiltrato leucocitario perivascolare mediato da iperespressione di molecole di adesione e perdita delle proprietà anticoagulanti e fibrinolitiche che determinano deposizione di fibrina e degenerazione fibrinoide dei vasi. L'infiltrato infiammatorio è prevalentemente costituito da eosinofili nelle prime ore, seguiti da neutrofili entro le prime 48 ore, quindi da linfociti.
Sono state descritte rare forme familiari ad ereditarietà autosomico recessiva stata associata a mutazioni in omozigosi del gene DNASE1L3, codificante per una endonucleasi..
La vasculite orticarioide può essere scatenata da farmaci come cimetidina, diltiazem, etanercept, fluoxetina, procarbazina, procainamide, infezioni come HBV, HCV, mononucleosi e malattia di Lyme, raramente da sbalzi di temperatura e dall'esercizio fisico.

## Clinica
La vasculite orticaroide si divide in normocomplementemica e ipocomplementemica a seconda dei livelli delle proteine del sistema del complemento nel siero.
Le lesioni cutanee sono costituite da pomfi dolorosi, spesso con un'area centrale biancastra o più chiara circondata da un alone eritematoso, che perdurano per più di 24 h e guariscono esitando in chiazze iperpigmentate e talvolta in ecchimosi. È frequente anche l'angioedema. Manifestazioni cutanee più rare includono il fenomeno di Raynaud, la livedo reticularis e talvolta lesioni bollose.. All'eruzione pomfoide si possono associare sintomi sistemici come febbre, astenia e malessere.
Si verifica spesso un coinvolgimento articolare con artralgie, rigidità articolare e meno frequentemente artrite o sinovite.
Nella forma ipocomplementemica può verificarsi un interessamento gastrointestinale con dolore addominale, nausea, vomito, diarrea ed emorragia gastrointestinale, renale con proteinuria ed ematuria, respiratorio con angioedema laringeo e polmonare con tosse, dispnea, emottisi, sviluppo di BPCO, oculare con sclerite, episclerite, uveite e congiuntivite, neurologico con atrofia del nervo ottico e pseudotumor cerebri. Si possono verificare epatomegalia, splenomegalia e linfoadenopatie.
La vasculite orticarioide è comunemente associata a connettiviti come il lupus eritematoso sistemico o sindrome di Sjögren, ad infezioni quali HBV e HCV, più raramente mononucleosi e malattia di Lyme, crioglobulinemia mista essenziale, trombocitopenia idiopatica, leucemie, linfoma di Hodgkin e mieloma. Malgrado le numerose associazioni non è noto se vi sia un rapporto di causalità con questa patologia.

## Istopatologia
La vasculite orticarioide è caratterizzata da rigonfiamento delle cellule endoteliali e lesioni alla parete venulare con degenerazione fibrinoide, depositi di fibrina nelle venule post-capillari, un infiltrato perivascolare costituito prevalentemente da neutrofili (nella forma ipocomplementemica) o da eosinofili (in quella normocomplementemica) in fase precoce e da linfociti dopo 48 h con leucocitoclasia e stravaso di eritrociti. Nella forma ipocomplementemica si verifica spesso deposizione di immunocomplessi costituiti da IgG e IgM e di C3 presso la giunzione dermo-epidermica, perivascolari e nella parete delle venule. Non tutte queste alterazioni sono sempre presenti all'esame istologico.

## Diagnosi
L'esecuzione di una biopsia cutanea con immunofluorescenza diretta è indispensabile per porre diagnosi di vasculite orticarioide. 
La diagnosi della forma ipocomplementemica si basa sull'evidenza istologica di vasculite leucocitoclasica, autoanticorpi anti-C1q o livelli ridotti di C1q, artralgie, uveite o episclerite, dolore addominale ricorrente e glomerulonefrite.
I pazienti affetti dovrebbero eseguire un emocromo completo con formula, profilo biochimico, elettroforesi delle sieroproteine, esame delle urine, VES, C3, C4, ANA, ENA, sierologia per HBV, HCV ed EBV. Utile la ricerca di autoanticorpi anti-C1q.
I pazienti con alterazioni alla creatinina o all'esame urine dovrebbero essere sottoposti a clearance della creatinina e raccolta delle urine delle 24 ore e, se necessario, si dovrebbe effettuare una biopsia renale per confermare una glomerulonefrite.
Se vi è il sospetto di un coinvolgimento polmonare si devono effettuare le prove di funzionalità respiratoria e una radiografia del torace. In caso di coinvolgimento oculare si raccomandano test dell'acuità visiva.
La diagnosi differenziale della vasculite orticarioide con l'orticaria cronica è spesso difficoltosa se non sono presenti alcune caratteristiche istologiche tipiche della prima. Data la presenza di forme intermedie è ormai accettato che le due patologie siano in realtà parte di uno spettro e non esista una distinzione netta.

## Trattamento
Non esistono terapie specifiche per la vasculite orticarioide.
I farmaci di prima linea sono costituiti da antistaminici e FANS. In caso di mancata risposta si possono somministrare brevi cicli di prednisone oppure utilizzare colchicina, dapsone o idrossiclorochina. Nei casi refrattari sono stati utilizzati immunosoppressori quali ciclofosfamide, ciclosporina, metotrexato, azatioprina, micofenolato mofetile. Negli ultimi anni sono stati utilizzati in casi limitati anche farmaci biologici come anakinra, canakinumab, omalizumab e tocilizumab.

## Prognosi
La vasculite orticarioide può presentarsi con un quadro da lieve a severo, tale a mettere a rischio la vita del paziente.
La prognosi dipende dal grado di coinvolgimento sistemico. Nella maggior parte dei pazienti si tratta di una patologia autolimitante. La forma normocomplementemica è benigna e tende ad essere limitata alla cute mentre quella ipocomplementemica è più spesso associata a coinvolgimento sistemico con possibili complicanze come sviluppo di lupus eritematoso sistemico (che si verifica fino al 50% dei casi), glomerulonefrite, BPCO e angioedema laringeo. Lo sviluppo di glomerulonefrite è più frequente nei pazienti che presentano deposizione di autoanticorpi o complemento alla giunzione dermo-epidermica